# María Antonieta Saa
María Antonieta Saa Díaz (Santiago, 8 de enero de 1943) es una política y profesora, mención castellano chilena, militante del Partido por la Democracia (PPD). Fue diputada por el Distrito Electoral Nº 17 de la Región Metropolitana, desde 1994 a 2014, por cinco periodos consecutivos, y alcaldesa de la comuna de Conchalí entre 1990 y 1992. Entre 1997 y 1998 fue primera vicepresidenta de la Cámara de Diputados. Consejera Regional por la Circunscripción Provincial-Santiago I, períodos 2014-2018 y 2018-2022. Desde 2024 es concejal de la comuna de Providencia.[cita requerida]

## Biografía
Realizó sus estudios primarios en el Liceo Chileno en Santiago, en el Colegio Beata Imelda de Pitrufquén, y en el Liceo de Niñas de Quillota. Concluyó su educación secundaria en el Liceo N.° 7 de Santiago. En 1960, ingresó al Instituto Pedagógico de la Universidad de Chile, donde se tituló de profesora de Castellano, en 1965.
Profesionalmente, se desempeñó como profesora del Liceo N.° 17 en Santiago. En 1967, se integró a la Corporación de la Reforma Agraria (CORA), como encargada del Programa de Alfabetización Campesina.
A partir de 1979, se desempeñó como secretaria de diversos escritores como Jorge Edwards, Matilde Urrutia y Elisa Serrana. Posteriormente, ingresó a trabajar como secretaria al Centro de Formación Técnica Vicente Pérez Rosales en Santiago, donde posteriormente fue jefa de la Carrera de Secretariado.
Fue editora social y gremial de la Organización No Gubernamental (ONG) ISIS Internacional, servicio de información y comunicación de las mujeres. En 1982, como parte de la misma institución, viajó a Italia por un año. Al año siguiente, nuevamente en Chile, fue nombrada coordinadora del Círculo de Estudios de la Mujer.

## Trayectoria política y pública
Inició sus actividades públicas como fundadora y primera presidenta del Centro de Alumnas del Liceo N.° 7 de Santiago. Posteriormente, fue presidenta de la Juventud Estudiantil Católica de Santiago.
En 1969, fue elegida presidenta de la Asociación de Trabajadores de la CORA, el que junto a trabajadores del Instituto de Desarrollo Agropecuario (INDAP) y del Servicio Agrícola y Ganadero (SAG), conformaron una agrupación de trabajadores del agro que se integró a la Central Única de Trabajadores (CUT). Como vicepresidenta de esta última agrupación, participó en la CUT.
En 1970, se integró al Movimiento de Acción Popular Unitario (MAPU), donde fue miembro de la Directiva Nacional y de la Comisión Política, hasta 1972. Dentro de la misma colectividad, fue parte del grupo fundador del Movimiento de Acción Popular Unitaria-Obrero Campesino (también conocido como MAPU-OC, MOC o MAPU Obrero Campesino). Fue parte de su Comité Central y de la Comisión Política.
En 1983, participó en la fundación del Movimiento Feminista. Ese mismo año, ingresó al Partido Socialista (PS). Entre 1985 y 1987, fue miembro del Comité Central y de la Comisión Política de dicha colectividad.
En 1986, fue elegida dirigenta de la Asamblea de la Civilidad y colaboró en la fundación de la Concertación de Mujeres por la Democracia. Al año siguiente, se integró a la Directiva Central del Partido por la Democracia (PPD), siendo electa vicepresidenta entre 2003 y 2004.

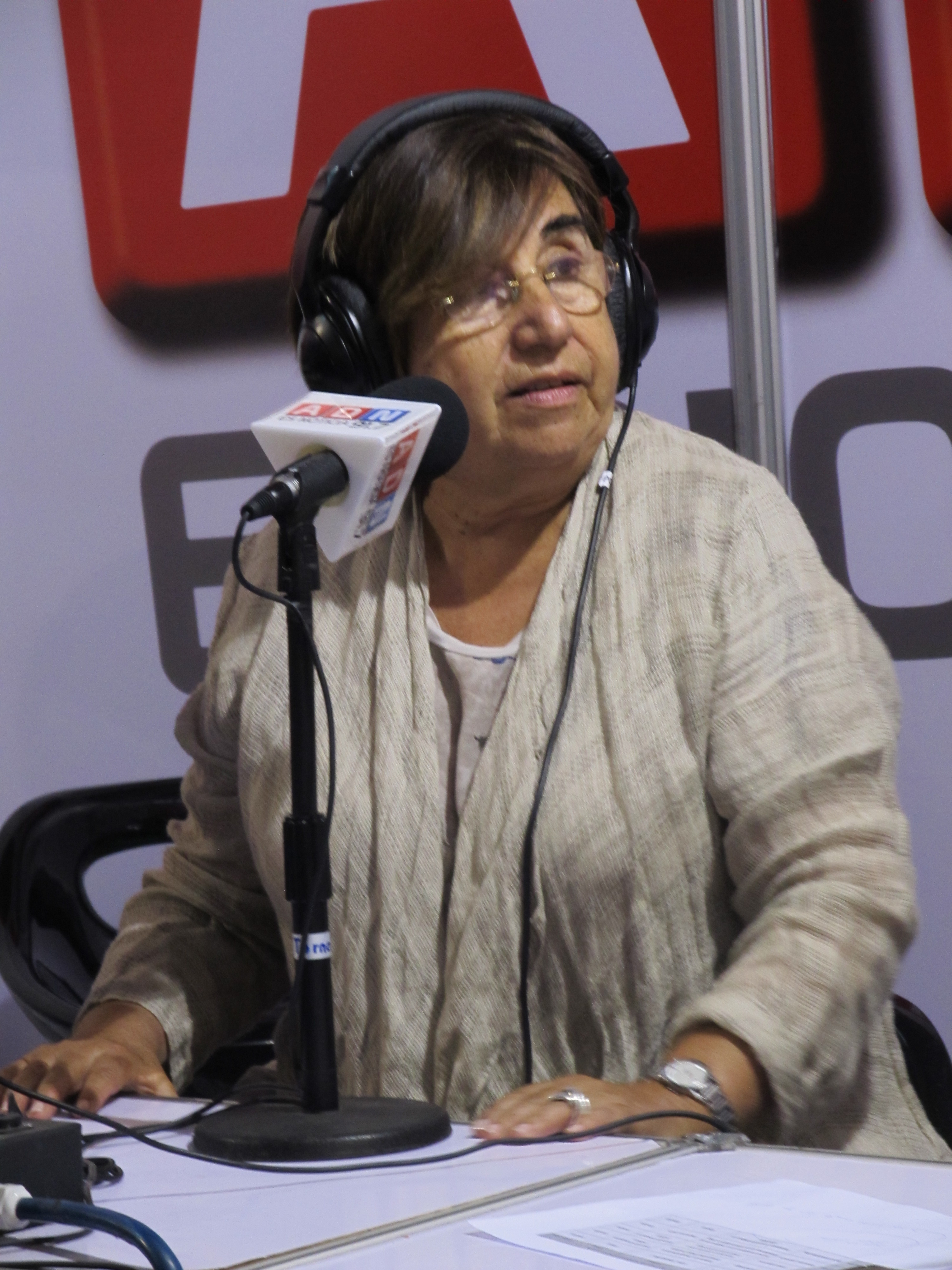
María Antonieta Saa en 2014.

En 1990, el presidente Patricio Aylwin la designó alcaldesa de Conchalí, cargo en el que estuvo hasta 1992. Durante dicho periodo, impulsó el Consejo Comunal del Niño y Niña, y el Consejo del Adulto Mayor. Asimismo, creó el Centro de Apoyo a la Mujer Víctima de la Violencia Doméstica, el Programa de Apoyo para la Mujer Jefa de Hogar y los Servicios Educativos para Niños.
En las elecciones de diciembre de 1993, fue electa diputada por la Región Metropolitana en representación del Partido por la Democracia (PPD), (período legislativo 1994 a 1998), por el distrito N° 17, correspondiente a las comunas de Conchalí, Huechuraba y Renca. Integró las comisiones permanentes de Educación, Cultura, Deportes y Recreación; y de Familia. También fue miembro de la Comisión de Acusación Constitucional contra el comandante en jefe del Ejército Augusto Pinochet Ugarte, la que presidió. Desde el 6 de agosto de 1997 hasta el 11 de marzo de 1998, fue primera vicepresidenta de la Cámara de Diputados.
En diciembre de 1997, obtuvo su reelección por el mismo Distrito, (período legislativo 1998 a 2002). Continuó su trabajo en las comisiones permanentes de Educación, Cultura, Deportes y Recreación; y de Familia. 
En diciembre de 2001, fue reelecta por tercera vez, por su mismo partido e igual Distrito, (período legislativo 2002 a 2006). Mantuvo su trabajo en las mismas comisiones del periodo anterior: Educación, Cultura, Deportes y Recreación; y de Familia.
En diciembre de 2005, mantuvo por cuarta vez su escaño en la Cámara de Diputados por el mismo Distrito, (periodo legislativo 2006 a 2010). Integró las comisiones permanentes de Educación, Cultura, Deportes y Recreación; de Familia; de Vivienda y Desarrollo Urbano; y de Constitución, Legislación y Justicia. Junto con las comisiones especiales de Seguridad Ciudadana; y de Drogas. Además de la Comisión Investigadora sobre Platas Públicas entregadas a la Corporación de Desarrollo de Arica y Parinacota (CORDAP).

En misiones al extranjero, participó en la 115ª  Asamblea de la Unión Interparlamentaria Mundial, en Suiza y también en su versión número 116, en Indonesia. También integró los grupos interparlamentarios chileno-británico, chileno-holandés y chileno-italiano.

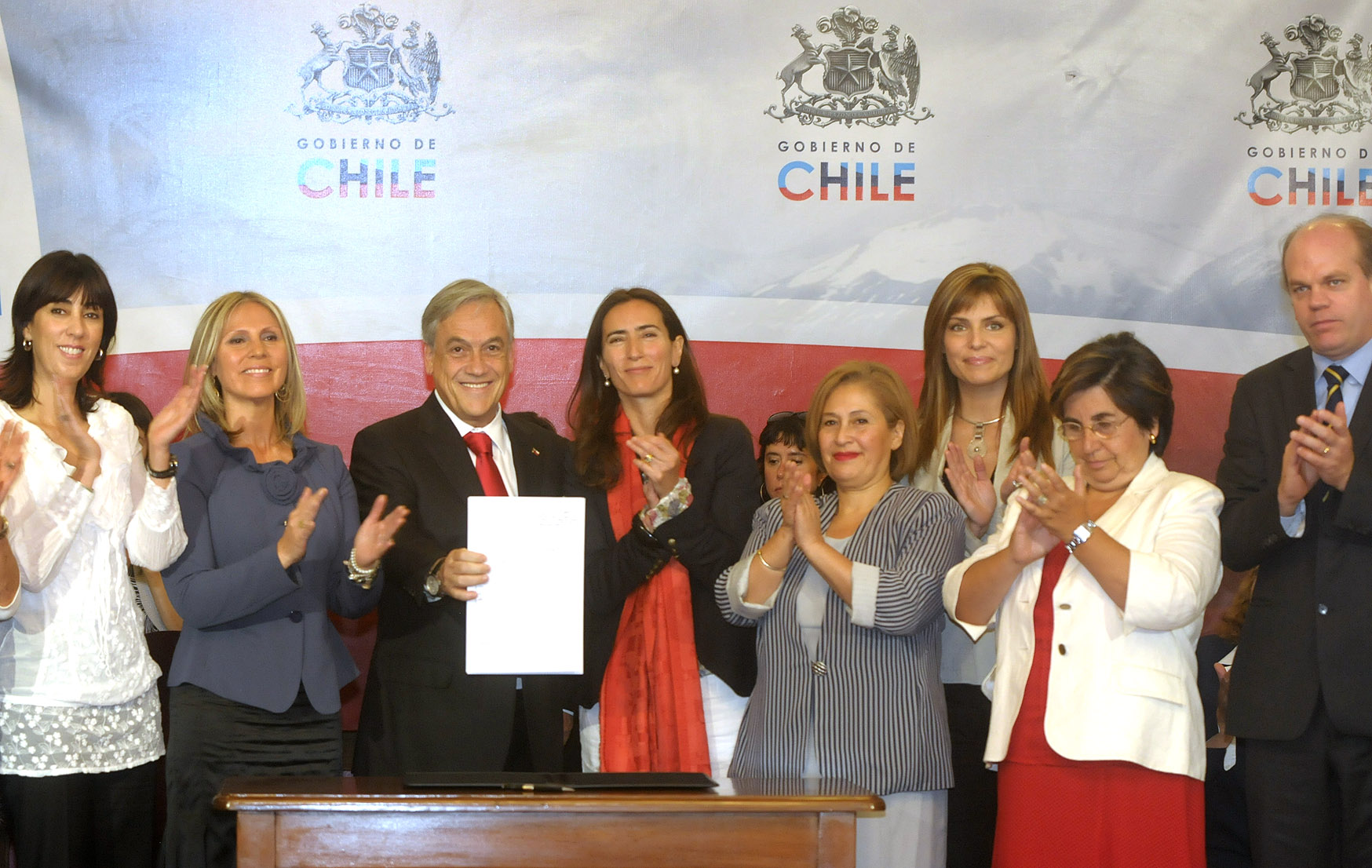
Antonieta Saa como diputada, en la promulgación de la Ley contra el feminicidio (2010)

En diciembre de 2009, fue reelecta por quinta vez por el mismo distrito, (periodo legislativo 2010 a 2014). Es integrante de las comisiones permanentes de Familia; de Educación; de Ciencia y Tecnología; y de Superación de Pobreza, Planificación y Desarrollo Social. Junto con la comisión especial del Adulto Mayor. Forma parte del comité parlamentario del Partido Por la Democracia.
El 13 de mayo de 2012 participó en las elecciones internas de su colectividad representando la lista «Un PPD para el Nuevo Chile» que obtuvo el segundo lugar con el 36,3% del total de los sufragios. El 11 de junio de 2012 asumió la séptima vicepresidencia en la mesa directiva del PPD.
Para las elecciones parlamentarias de noviembre de 2013 decidió no presentarse a la reelección por un nuevo periodo, pues postuló y fue elegida como Consejera Regional (CORE) por la Circunscripción Provincial Santiago I, periodo 2014-2018, correspondiente a las comunas de Renca, Conchalí, Huechuraba, Pudahuel y Quilicura. Una vez asumida en el cargo se integró a las comisiones de Educación, Ordenamiento Territorial e Internacional.
En 2014 integró el directorio de Ferrocarriles Suburbanos de Concepción, filial de la Empresa de los Ferrocarriles del Estado cargo que ejerció hasta agosto de 2015.
Actualmente es presidenta del Movimiento por la Interrupción Legal del Embarazo (Miles Chile), organización que promueve los derechos reproductivos de la mujer y la despenalización del aborto.

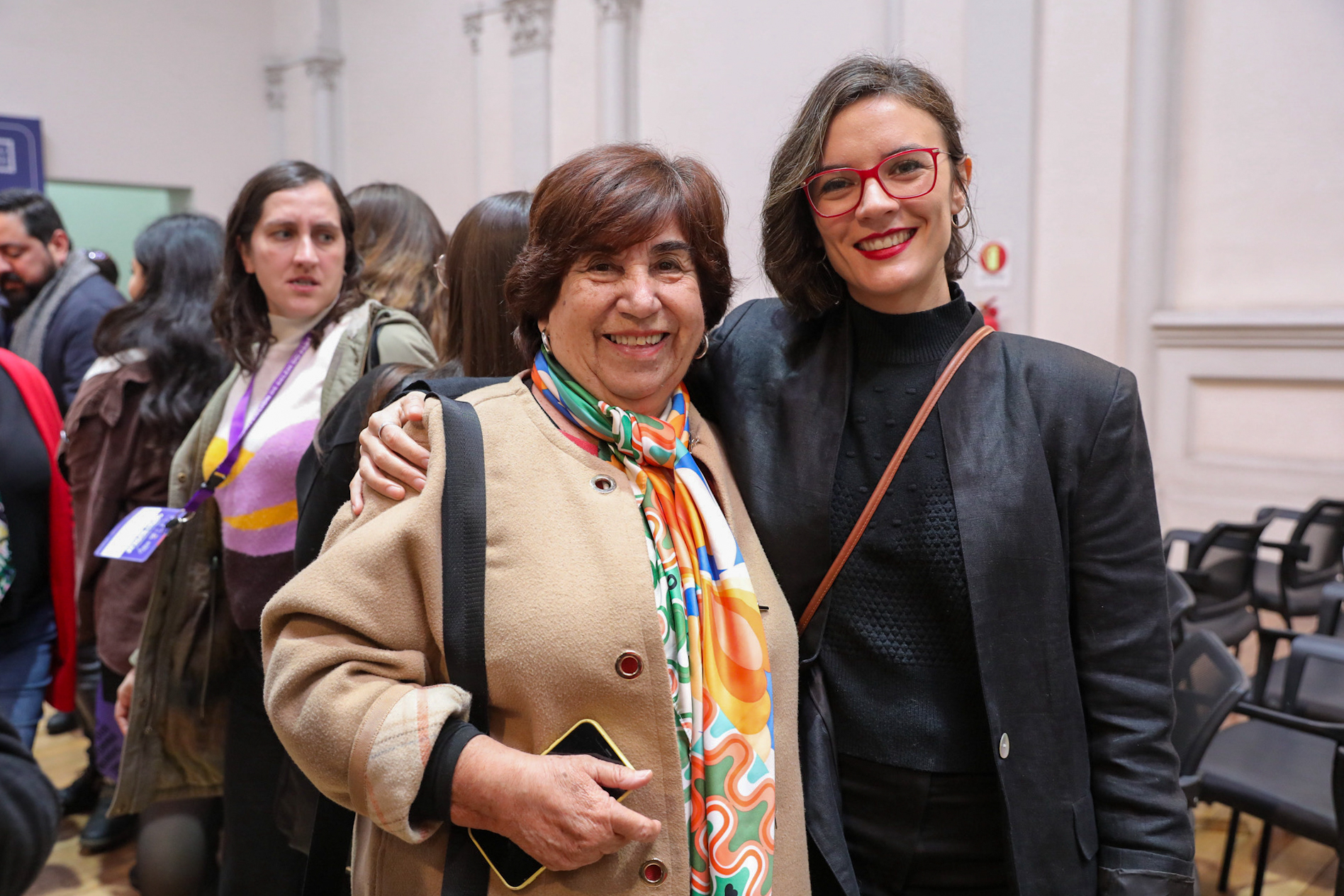
Antonieta Saa y la ministra Camila Vallejo en la promulgación de la Ley Integral para prevenir, sancionar y erradicar la violencia contra las mujeres (2024).

En 2024 resultó electa concejal por la comuna de Providencia.

## Reconocimientos
El año 2019, la Secretaría Nacional de la Mujer del PPD, designó con su nombre a la Biblioteca Pública Feminista «María Antonieta Saa», considerada primera iniciativa de este tipo al amparo de un partido político.
En abril de 2014, el Observatorio de Género y Equidad, reconoció su trayectoria política y pública, por su compromiso por la igualdad de las mujeres y la no discriminación. En este mismo año, la Agrupación de Acción Contra la Trata de Personas, reconoció su impulso de la ley en contra de la trata de personas, en el marco del «Día Internacional de la Acción en Contra de la Trata de Personas».